# Tecnologies emergents
Tecnologies emergents o tecnologies convergents són termes usats per assenyalar l'emergència i convergència de noves tecnologies, respectivament. Aquestes tecnologies tenen potencial per acabar incorporant-se al mercat tecnològic, aportant noves utilitats. Normalment aquestes fan servir tecnologies més antigues i afegeixen novetats i aplicacions, tenint present la situació actual i futura de possible demanda.
Aquestes tecnologies tenen unes característiques destacables comunes que solen ser: el creixement i incorporació al mercat ràpids, novetat i grans probabilitats de tenir un important impacte socioeconòmic.
Les tecnologies emergents són creades amb la finalitat d'aconseguir una major comoditat i eficiència de l'ús de les tecnologies. Totes les tecnologies volen tenir una incorporació al mercat ràpida, però el problema es que posteriorment de l'aparició principal, aquestes tecnologies creen moltes expectatives que més tard es veuen reduïdes. Totes les tecnologies emergents tenen un procés comú, el qual es troba representat al cicle de sobre expectació.
La història de la tecnologia ha permès el desenvolupament de tecnologies disruptives. Un exemple del primer va ser el llançament gradual del DVD (disc de vídeo digital) com a desenvolupament destinat a seguir el disc compacte de tecnologia òptica anterior. Per contra, les tecnologies disruptives són aquelles en què un nou mètode substitueix la tecnologia anterior i la fa redundant, per exemple, la substitució de carruatges de cavalls per automòbils i altres vehicles.
L'home ha de ser considerat com la principal constant de la història, i la tecnologia com la seva principal variable. Tanmateix, els crítics dels riscos del canvi tecnològic, i fins i tot alguns defensors com el filòsof transhumanista Nick Bostrom, adverteixen que algunes d'aquestes tecnologies podrien suposar perills, potser fins i tot contribuir a l'extinció de la pròpia humanitat; és a dir, alguns d'ells podrien comportar riscos existencials. Així mateix l'informàtic Bill Joy, entre d'altres, ha identificat grups de tecnologies que consideren crítiques per al futur de la humanitat. Joy adverteix que la tecnologia podria ser utilitzada per les elits per al bé o el mal, decidir que tothom és superflu i impulsar l'extinció massiva d'aquells elements innecessaris per la tecnologia.